# Ermita de Santa Magdalena (Inca)
La ermita de Santa Magdalena es un templo de origen gótico, situada en la ciudad española de Inca en la isla de Mallorca, se alza sobre el Puig de Santa Magdalena (Pico de Santa Magdalena) a 287 metros sobre el nivel del mar. 

## Historia
No se conoce exactamente el año de construcción, aunque aparece ya documentada en el año 1240 en unas escrituras hechas por el notario Guillem de Formiguera. Los historiadores Carmen Colom Arenas y Santiago Cortes Forteza afirman que con toda probabilidad coincidió con la construcción de la Iglesia de Santa María la mayor y el Monasterio de Sant Bartomeu.
Se tiene datos de una intensa ocupación de vida eclesiástica a lo largo de su historia. En 1389 se halla registrado el ermitaño Jaume Correjer. A principios del siglo XVI existen unas monjas ereméticas. En 1492 a petición del pueblo de Inca llegan a la ermita una pequeña congregación de monjas Clarisas procedentes de Tarragona quienes abandonan la ermita para trasladarse a Esporlas en 1526. En 1530 se alojan en la ermita un grupo de monjas Jerónimas procedentes de la Iglesia de Santa Elisabet de Palma hasta el año 1534 que se trasladan al Monasterio de Sant Bartomeu. Tras la salida de las monjas Jeronimas hasta 1700 se convierte en una escuela de gramática y una capellanía, por lo que según los estamentos clericales está obligado a dar misa una vez por semana. A partir de 1700 hasta 1878 aparecen registrados una gran cantidad de ermitaños que viven durante cortos espacios de tiempo. En 1878 se establecen una pequeña comunidad de Franciscanos hasta el año 1883 que se trasladan a Pollensa. En 1931 se establecen unos ermitaños de la congregación mallorquina de Sant Pau y Sant Antoni hasta el año 1985.

## Características
La iglesia presenta una planta rectangular de una sola nave dividida en cuatro tramos mediante tres arcos diafragmas ojivales que aguantan un artesonado de madera. No tiene capillas laterales, a pesar de que en el tercer tramo de la derecha se abre otro arco ojival cegado. Exteriormente destaca la fachada, que tiene un menaje liso con un portal de arco de medio punto con un rosetón situado encima y está coronada por una espadaña que presenta un arco de medio punto donde se sitúa la campana.
El edificio actual sigue el modelo arquitectónico de la arquitectura de la repoblación, modelo similar a otros templos que hoy en día se conservan como los de San Pedro de Escorca, San Miguel de Campanet o Nuestra Señora de la Paz de Castellitx.